# Jorge Luis Ibarra Mendívil
Jorge Luis Ibarra Mendívil (Etchojoa, Sonora, 1 de enero de 1953) es un político y escritor mexicano, quien se ha desempeñado como Rector de El Colegio de Sonora, Rector de la Universidad de Sonora y Secretario General de la Asociación Nacional de Universidades e Instituciones de Educación Superior (ANUIES). Fue Secretario de Educación y Cultura del Estado de Sonora del 5 de enero de 2011 al 12 de septiembre de 2015.

## Vida personal, inicios y educación
Nació en Etchojoa, Sonora, el 1 de enero de 1953. Es hijo de Baltazar Raúl Ibarra Obregón y María Asunción Mendívil Amarillas, y hermano de tres: Marina, Ramón y Mario. Desde muy joven empezó a trabajar en oficios diversos. Cursó los estudios de educación básica en su pueblo natal. Asistió a la educación preparatoria en la vecina ciudad de Navojoa, dentro del programa educativo de la Universidad de Sonora; durante este período recorrió el trayecto diario en transporte público entre su hogar y la escuela. Al terminar, se inscribió en la carrera de derecho de la misma Unison, ahora, en la ciudad de Hermosillo. Sus hermanos Ramón y Mario ya residían ahí, y fue con quienes llegó a alojarse. Pudo financiar sus estudios profesionales gracias a una beca de la Fundación Esposos Rodríguez y, otra más, otorgada por la Unión Ganadera Regional de Sonora.

### Movimiento estudiantil
Participó en el movimiento estudiantil de la Universidad de Sonora como representante de la carrera de Derecho a principios de los años setenta. Dicho movimiento se caracterizó por un activismo en los ámbitos políticos y culturales que resultó, entre otras cosas, en la democratización de la Universidad de Sonora, la creación de su primer sindicato, y una etapa de desarrollo cultural e intelectual por medio de la organización de eventos donde colaboraron personalidades como el escritor y activista José Revueltas, la escritora Elena Poniatowska y Heberto Castillo.

### Primera estancia en la Ciudad de México
Al terminar los estudios profesionales, se mudó a la Ciudad de México para enrolarse en algunos cursos y diplomados sobre ciencia política en la Universidad Nacional Autónoma de México. También, trabajó en algunas revistas en las áreas editoriales y colaboró con algunos artículos de su autoría.
En 1976, regresó a Hermosillo para terminar su tesis de licenciatura y para impartir la clase de Sociología Política en la escuela de Economía de la Universidad de Sonora. Al año siguiente, atraído por el contexto social derivado de la expropiación agraria en el Valle del Yaqui, ingresó a trabajar en el Banco Nacional de Crédito Rural en Ciudad Obregón, puesto en el que se desempeñó hasta 1979.

### Estudios de Maestría
En 1979 ingresó al programa de Maestría en Ciencias Políticas de la UNAM. Durante el mismo tiempo, trabajó en el área jurídica del Departamento del Distrito Federal de México. En ese mismo período ganó el concurso para la obtención de una plaza de maestro en la Universidad Autónoma de México (UAM); también, trabajó en varios proyectos pioneros dentro de esa institución que recién había sido creada. Fue entonces cuando conoció a su actual esposa, Mónica Galavíz, con quien contrajo matrimonio en 1982 y con quien procreó 3 hijos.

### De regreso en Sonora
En 1983, tenía un par de ofertas para realizar sus estudios de doctorado: una, en Francia, con una beca ofrecida por el gobierno de ese país, y la otra, para cursar el Doctorado en Historia en El Colegio de México, donde ya había sido aceptado para cursar el programa. Sin embargo, aceptó una oferta de trabajo en el recién creado El Colegio de Sonora, con el objetivo de fundar la Maestría en Ciencias Sociales, siendo el primer programa de posgrado del área en el noroeste de México.
Su participación ayudó en la consolidación de uno de los centros de investigación más importantes de la región. Trabajó como académico y articulista durante los ochenta, siendo parte activa en diferentes ámbitos de la institución. En 1988, fue nombrado Secretario Académico y, ese mismo año, fue designado Rector del Colson.

## Rector de El Colegio de Sonora
Fue Rector de la institución de  1988 a 1993. Su gestión se caracterizó por el mejoramiento de los programas académicos, el fortalecimiento de las finanzas internas, así como de la difusión y el sistema de bibliotecas. Al tomar posesión, declaró: 

El Colegio de Sonora es patrimonio de la sociedad. Es una institución construida y concebida para la posteridad, por lo que no está sujeta al predominio de ninguna ideología, compromiso personal o programa político coyuntural. Por encima de cualquier consideración, siempre la gobernarán intereses académicos y científicos. Quienes quisieran pervertir sus fines encontrarán en el rector el primer defensor de su trascendente proyecto institucional y de su condición autónoma...

### Intercambio académico
Su gestión promocionó una colaboración de intercambio académico con varios centros de investigación y universidades de México. Este sería uno de los objetivos demarcados en el plan de desarrollo presentado para dicha gestión. Entre las instituciones con las que se realizaron convenios de intercambio se encuentran: la UNAM, la Universidad de Sonora, el Instituto Tecnológico de Sonora y el Centro de Investigación en Alimentación y Desarrollo. El Colson desarrolló proyectos de investigación con universidades extranjeras, entre ellas: la Universidad de Arizona, la Universidad Estatal de Arizona, Universidad de California en Berkeley y San Diego y la Universidad de Nuevo México. Durante el segundo año de su gestión se incorporaron dos instituciones al intercambio académico, la Universidad de Guadalajara y el CIESAS. Además, se abrieron vínculos de cooperación con el INAH, el INI, la Sociedad Sonorense de Historia, La Alianza Francesa y diversos colegios de profesionistas.

### Proyectos de investigación y docencia
Fueron diversos los proyectos de investigación y docencia que se desarrollaron durante su gestión. El financiamiento dependió de la aportación de instituciones como: el Gobierno del Estado de Sonora, la SEP, el CONACYT, el Programa Cultural de las Fronteras y la Organización Panamericana para la Salud.
Las diferentes líneas temáticas desarrolladas fueron:
- Estudios Económicos y Demográficos.
- Estudios Políticos.
- Estudios de Cultura y Sociedad.
- Estudios de Salud y Sociedad.
- Estudios México - Estados Unidos.

También se colaboró con el Instituto Nacional Indigenista en dos proyectos de investigación: uno referente a Román Yocupicio y otro referente a la etnia de los Guarijíos. También, empezó a colaborar con la empresa Yavaros Industrial en temas de capacitación especializada. Por otro lado, se inició un convenio con la Subsecretaría de Educación Superior del Estado de Sonora con el fin de realizar un proyecto sobre estadísticas básicas del estado.
Durante el cuarto año de gestión se lograron colaboraciones con organizaciones e instituciones de Estados Unidos. Entre ellas, las fundaciones Ford, F. Ebert, Carnegie y Kellogs, así como con la Asociación Fronteriza México-Estados Unidos, el Border Ecology Project y la Universidad de Arizona. Parte importante del Plan de Desarrollo de 1991 fue darle prioridad a las relaciones con las universidades de Arizona, California (especialmente), además de con las de Texas y Nuevo México.
En 1991 la línea de investigación más activa fue la de Estudios Económicos y Demográficos, con un total de 10 proyectos desarrollados. Dicha línea fue una respuesta institucional ante el fenómeno social provocado por la industrialización regional a partir de la actividad de la Planta Ford de Hermosillo, Sonora.

### Proyectos de difusión
Se publicó el primer número de la "Revista de El Colegio de Sonora" (anual) durante el año de gestión 1989. También en ese año se publicó el primer libro de su autoría, "Sistema agrario y poder político en México", en una condición entre El Colson y Miguel Ángel Porrúa. Así mismo, se empezaron a gestar proyectos de difusión por medio de un convenio con Radio Sonora, mediante el cual se produjeron diferentes programas y cápsulas informativas.

### Constitución del fondo patrimonial
En 1990 se creó el fondo patrimonial de El Colegio de Sonora, mediante el cual la SPP aportaría una cantidad de 300 millones de pesos, siempre y cuando el Colson consiguiera la misma cantidad por medio de otras gestiones.

### Biblioteca
En 1991 empezó a operar la Comisión de Biblioteca, la cual se encargó de formular políticas de los servicios correspondientes y desarrollar el plan de servicios. También, se gestionó la obtención de títulos de publicaciones para ampliar el acervo: 450 libros, 105 revistas, 8 suscripciones a periódicos, 50 mapas, 7 juegos de microfilms. Al año siguiente, se desarrolló un sistema de automatización de los servicios de biblioteca. En esta etapa, el sistema fue capaz de incorporar catálogos manuales de autor, título y materia. También, se inició otra etapa de automatización relacionada con el status de cada obra.

## Rector de la Universidad de Sonora
Fue nombrado rector de la Universidad de Sonora el 10 de junio de 1993. El contexto de su llegada se dio durante el establecimiento de una nueva ley orgánica de la UNISON por parte del H. Congreso del Estado de Sonora. Con el nuevo modelo, se ejercieron políticas educativas que tenían al menos 3 objetivos principales: disminuir los conflictos laborales con ambos sindicatos, ampliar la oferta educativa y ampliar la infraestructura de la Universidad (se presentó en este año el Plan Maestro de Renovación del Campus de la Universidad).

### Academia y alumnado
Durante los primeros años de gestión, la población de estudiantes creció en un 12%, teniendo un número total de 20,702 alumnos inscritos. Por su parte, la formación académica y el incremento de la planta de maestros, serían un objetivo iniciado desde 1993, pero desarrollado a lo largo de sus 8 años de gestión. La planta de investigadores académicos se incrementó en alrededor de un 10%, pasando de 155 investigadores a 171 durante el año referido. Por su parte, los apoyos del CONACYT a proyectos de investigación aumentaron casi alrededor del 85%, en 1993.
También se registró un aumento considerable en el número de maestros y trabajadores al servicio de la UNISON durante los 8 años de gestión. A partir de un aumento en la oferta educativa del 40%, el personal académico aumentó en un 27.5%; los trabajadores manuales aumentaron en 19.2%. Por su lado, el número de académicos con posgrado también aumentó en el período referido en un 29%.
Los nuevos estudiantes de licenciatura fueron incrementando en un 4.4 % de tasa anual, lo que representaba más del doble del crecimiento de la matrícula del promedio de universidades de México en ese momento. En conjunto, representa un crecimiento del 35%, pasando de 20,702 a 28,607 entre 1993 y 2001. 
La planta de profesores que obtuvo el grado de doctor durante los 8 años de gestión se elevaron en un 261%, mientras los de maestría en un 29.6%. En términos de calidad en investigación, los académicos que ingresaron al Sistema Nacional de Investigadores aumentaron en un 38% durante los 8 años. 

### Investigación
La UNISON registró un crecimiento del 75% en su planta de investigadores con grado de maestría o doctorado para el año de 1995. Así mismo, se crearon nueve grupos de investigación en áreas de estudio relacionados con el medio ambiente, energía, desarrollo sustentable, desarrollo regional, desarrollo de recursos naturales renovables, lingüística indoamericana, estudios de género y platicultura.
Entre 1994 y 1995 se llevaron a cabo varios convenios de cooperación científica y académica. De ellos destacan trabajos conjuntos con el Instituto Francés de Investigación Científica para el Desarrollo en Cooperación, el Instituto Tecnológico de Míchigan, la Universidad de Oriente de Cuba, la Universidad de Derecho, Economía y Ciencias de D´Aix Marsielle de Francia, la Universidad de California (Campus Davis) y con la Universidad de Huelva, España. De igual manera, los convenios de colaboración científica con instituciones nacionales e internacionales continuó con un ritmo ligeramente más acelerado en comparación con los años anteriores.
Los primeros cuatro años de gestión presentaron un aumento en el promedio de publicaciones por investigador de la Universidad, al pasar de 0.7 a 1.3 publicaciones al año. Entre las publicaciones se registran 85 libros, 297 artículos científicos en revistas arbitradas, 287 en revistas no arbitradas, y 50 capítulos de libros.

### Atención al estudiante

#### Fideicomiso de cuotas
Uno de los cambios más significativos que se dieron a partir de la nueva Ley Orgánica de la UNISON, fue el cobro de cuotas estudiantiles. Los resultados de la recaudación para el año de 1993, fueron de una inversión de $7,253,000.00, repartidos en distintos programas:
- Infraestructura de cómputo.
- Infraestructura de laboratorios.
- Infraestructura de talleres.
- Infraestructura de bibliotecas.
- Apoyo a la docencia.
- Apoyo a las actividades estudiantiles.

#### Programa de bienestar estudiantil
En mayo de 1994, se inauguró el consultorio médico universitario, el cual otorgó 7,450 consultas de medicina general, odontológicas, así como de tipo psicosocial. También, se promovió el uso de servicios médicos por medio del IMSS.
La gestión conformada entre 1993 y 1997 registró una afiliación de 5,450 alumnos al servicio médico del IMSS; por su parte, se atendieron a 18,527 alumnos por medio de análisis clínicos y servicios médicos y odontológicos, promediando así 50 consultas diarias en el consultorio médico universitario, en colaboración con la Secretaría de Salud del Estado de Sonora.

#### Programa de becas
Entre 1995 y 1996, se destinaron $850,000.00 para becas estudiantiles. Con ello, se apoyaron a 307 estudiantes por medio de los programas de becas de estudiantía, de grupos representativos de la institución, 9 de talentos académicos y 48 de programas de servicio. Además, se apoyaron a aproximadamente 500 estudiantes por semestre, a razón de condiciones socioeconómicas adversas (bajos recursos).

#### Intercambio estudiantil
En materia de intercambio estudiantil, la UNISON extendió varios convenios de colaboración con diferentes instituciones nacionales e internacionales. Entre ellas se encuentran:
- Universidad de Arizona.
- Universidad Estatal de Arizona.
- Universidad de Prescott.
- Universidad de Míchigan.
- Universidad de Chicago.
- Universidad de Illinois.
- Escuela Superior de la Óptica Orsay en París.
- Escuela Superior de La Habana, Cuba.
- Universidad Autónoma de México.
- Universidad Autónoma de Chapingo.
- Universidad Autónoma de Chihuahua.

### Plan Maestro de Renovación del Campus de la Universidad
Es un plan que proyectó las necesidades en materia de infraestructura para la UNISON, con diagnóstico y pronóstico al año 2010. De esta manera, fue en este año cuando se presenta un plan que se implementó en los años venideros. 
En 1994 se iniciaron varios proyectos de infraestructura física, al igual que se presentaron proyectos importantes. Entre las obras iniciadas, se encuentran los laboratorios de Ciencias Químicas y Metalurgia, de Ingeniería Industrial, el DIFUS, la remodelación del edificio del Departamento de Derecho y la División de Ciencias Sociales. También se presentó uno de los proyectos de mayor relevancia arquitectónica dentro de dicha etapa de reestructuración física: El Centro de las Artes. De igual manera se presentaron proyectos importantes dentro del desarrollo de la UNISON, como la creación de una Biblioteca Central, nuevas aulas, auditorios, áreas administrativas y cubículos para profesores.
Por su lado, el número de aulas nuevas construidas en los primeros 4 años de gestión fue de 70. El número de nuevos cutículas para maestros fue de 89. En materia de laboratorios científicos, se construyeron 17 nuevos. En cuanto a infraestructura física en servicio de los estudiantes, se construyeron 6 salas de cómputo, 4 talleres, 4 bibliotecas y 2 áreas para el desarrollo del servicio social. 

#### Premio al mérito de la American Society of Landscape Architects
La Universidad de Sonora se convirtió en la primera institución de México en recibir este reconocimiento, otorgado por la  American Society of Landscape Architects por medio del Colegio Sonorense de Arquitectos. El premio le fue otorgado a la UNISON por el proyecto arquitectónico presentado en el Plan Maestro para la Unidad Centro (Hermosillo), el cual sería implementado en los años siguientes. 

### Oferta educativa
Durante este 1994 y 1995 se trabajó para establecer dos nuevas ofertas educativas de nivel licenciatura: arquitectura y enseñanza del idioma inglés. La creación de estas carreras se hizo con base en las demandas sociales y académicas del estado. Por su parte, se comenzó con la participación de la UNISON en el doctorado en Ciencias Sociales junto con la Universidad de Sinaloa.
En el transcurso de un período de gestión al otro, la Universidad abrió varias ofertas educativas. En el nivel de posgrado, para el año de 1998 se abrieron la Maestría en Lingüística, Maestría en Ciencias de la Ingeniería, Maestría en Ciencias y Tecnología de Alimentos. De nivel licenciatura se abrieron en 1997 la Licenciatura en Artes, la Licenciatura en Enfermería y Agronegocios Internacionales. Para 1998, se abrió la Licenciatura en Ciencias de la Computación.
El 6 de julio del 2000 fue aprobado el proyecto de creación de la carrera de medicina por parte del Colegio Académico de la UNISON, después de varios años de gestión e impulso del proyecto.

#### Posgrado
Durante el año 2000, aprobaron tres nuevos programas de posgrado, dos de maestría y una especialización: la Maestría en Innovación Educativa, la Maestría en Ciencias Agropecuaria y una especialización en Inmunohematología Diagnóstica. También se evaluaron 15 programas de posgrado de la UNISON por medio del Padrón de Programas de Posgrado de Excelencia del CONACyT, de los cuales, 7 cumplieron con los criterios correspondientes.
A lo largo de ambos períodos se abrieron una serie de nuevos posgrados en la Universidad de Sonora. Se enlistan a continuación:
- Doctorado en física.
- Maestría en acuacultura.
- Maestría en ciencias de la ingeniería.
- Especialidad en desarrollo sustentable.
- Maestría en lingüística.
- Maestría en innovación educativa.
- Especialidad en inmunohematología diagnóstica.
- Dentro de la Maestría en ciencia y tecnología de alimentos, la especialidad en conservación y procesamiento de productos marinos.
- Maestría interinstitucional en políticas y seguridad pública.

### Difusión cultural
Durante 1993, la Universidad de Sonora organizó un evento masivo con asistencia de 10,000 espectadores para presenciar al Ballet Nacional de Rusia. También se realizó otro evento relevante: el Concierto Otoño 93, en coordinación con el Instituto Sonorense de Cultura, donde se presentaron 5 orquestas nacionales e internacionales.
La gestión 1996 - 1997 presentó avances significativos en términos de difusión cultural en comparación con gestiones anteriores. Por un lado, se institucionalizaron festividades como el Aniversario de la Universidad de Sonora y el Festival de la Primavera. También, se registraron eventos masivos relevantes, como la presentación del Ballet Nacional de Rusia, de la Ópera de Pekín, del artista Juan Manuel Serrat, entre otros.  
En el aniversario de la Universidad de 1999, se contó con la participación del compositor y cantante Carlos Díaz "Caíto". Por su lado, el bel canto se destacó con la producción de la ópera La Traviata de Guiseppe Verdi (23 y 25 de febrero), llevada a cabo en colaboración con el Instituto Nacional de Bellas Artes y el Instituto Chihuahuense de la Cultura. Este fue, hasta ese momento, el montaje musical - operístico más importante del estado de Sonora.  El 4 de marzo del 2000 se presentó el cantautor cubano, Pablo Milanés, con una asistencia aproximada de 3,000 personas.

### Redes y telecomunicaciones
La Universidad experimentó una modernización en sus estructuras de telecomunicaciones, por medio de la instalación de sistemas de Internet. En 1993, la institución contaba con 80 cuentas de correo electrónico, mientras para 1996, 830 de las 1,600 computadoras existentes contaban con acceso a Internet, elevando las cuentas de correo oficiales a 1,300.
Para el año de 1999, los sistemas de cómputo de la UNISON presentaron un crecimiento del 9.1%. El crecimiento corresponde a la adquisición de 400 nuevas equipos de cómputo, repartidos para el uso académico, administrativo y estudiantil.

### Biblioteca Central
En 1997 la nueva Biblioteca Central estaba equipada y contaba con un sistema eficiente para prestar servicios bibliotecarios sistematizados (SISMABI), así como un sistema en apoyo a la nueva Unidad de Recuperación Bibliográfica (URBUS).
Para el ciclo de 1999, el sistema de bibliotecas de la Unison estaba modernizado. Estaban conectadas 11 bibliotecas de las tres unidades regionales (sur, centro y norte) a un servidor de la Biblioteca Central Universitaria (BCU). Con ello, el servicio y la accesibilidad a títulos quedaría sistematiza de manera eficiente para los usuarios.

### Archivo Histórico de la Universidad de Sonora
El 24 de febrero de 1999, en el marco del XXIV Simposio de Historia y Antropología, anunció, en calidad de Rector de la UNISON, el inicio del proyecto de creación del Archivo Histórico de la Universidad de Sonora. El proyecto fue encargado al Doctor Humberto Monteón González y al Maestro Trinidad Chávez Ortiz. El antecedente directo de la creación del AHUSON se remonta al año de 1997, cuando el Dr. Humberto Monteón González desarrolló el proyecto Rescate de Archivos Muertos Municipales y su conversión en Archivos Históricos que, a su vez, fue impartido como curso a los alumnos de los últimos semestres de la carrera de historia de la misma UNISON.

### Actualización curricular
Durante el período 1999 - 2000 la Universidad empezó un proceso de revisión y actualización curricular. El objetivo fue actualizar los planes de estudios con el fin de garantizar una mejor formación. El proceso fue aprobado y, para el año 2000, se empezó a diagnosticar y evaluar el currículo de 19 carreras y posgrados. Además, 12 planes de estudio empezaron a re diseñarse. Parte de la labor de actualización curricular corrió a cargo de la Dirección de Desarrollo Académico, con la colaboración de la Dra. Etty Estévez Nenninger.

## Secretario General de la Asociación Nacional de Universidades e Instituciones de Educación Superior (ANUIES)
En 2001, fue designado Secretario General de la ANUIES, puesto en el que trabajó hasta 2005. Su gestión se dedicó a realizar acciones importantes para el desarrollo y la innovación académica y administrativa de las universidades del país, al igual que para el desarrollo de la infraestructura interna y funcionamiento de la Asociación. Logró gestionar un convenio entre la ANUIES y la Fundación Ford para establecer el Programa de Apoyo a Estudiantes Indígenas de Instituciones de Educación Superior en 2001.
Ese mismo año gestionó el Fondo Extraordinario a las Universidades Públicas ante la Cámara de Diputados, con el fin de atender un problema deficitario en distintos sistemas de jubilaciones y pensiones de instituciones de educación superior. Se realizaron gestiones similares a lo largo de esta gestión, como en 2004, cuando el presupuesto federal para 2005, recortó 2 mil millones de pesos de recursos asignados a la educación superior, por lo que la ANUIES solicitó subsanar dicho recorte por medio del mismo Fondo Extraordinario.
Impulsó diferentes políticas públicas dirigidas a la fiscalización de las universidades públicas, con el fin de transparentar su ejercicio administrativo. En 2003, la Suprema Corte de Justicia de la Nación emitió un fallo para que las universidades públicas sean sujetas a auditorías. La medida fue resultado de un esfuerzo sostenido por parte de la ANUIES; Ibarra Mendívil declaró al respecto: 

En realidad, en este caso, no se contrapone con la posición que ha mantenido ANUIES y las universidades autónomas que forman parte de nuestra asociación, de ir construyendo cada vez, con mayor celeridad y con mejores instrumentos, una universidad comprometida con el país, que reconoce la autonomía dentro de un marco de corresponsabilidad. Es un esfuerzo que hemos venido construyendo para que cada vez más y de mejor manera rendir cuentas a la sociedad de lo que venimos haciendo.

Para el año 2005, las gestiones de la ANUIES ante la Cámara de Diputados ascendió a la cantidad de los 4 mil millones de pesos. Como parte de las negociaciones, se solicitó de manera expresa al Ejecutivo Federal que tales recursos fueran re asignados de manera que fueran aprovechados de manera íntegra por parte de las universidades públicas.

## Director del sistema de Colegios de Bachilleres del Estado de Sonora (COBACH)
En septiembre de 2009, fue designado Director del sistema de Colegio de Bachilleres del Estado de Sonora, donde se mantuvo trabajando casi dos años, en sustitución de Eusebio Pillado Hernández, para luego ocupar la titularidad de la Secretaría de Educación y Cultura. Durante este período, trabajó en la consolidación de las políticas académicas dentro del sistema de educación media superior.

### Reconocimiento a Miguel Méndez
El escritor chicano Miguel Méndez recibió un reconocimiento por parte del COBACH dentro del marco de la Feria del Libro 2014, en la ciudad de Hermosillo; al terminar una charla, al cuentista y poeta le fue entregado un diploma y una pluma hecha de palo fierro.

### Instalación de cámaras de vigilancia
Como parte de un programa de seguridad y prevención del delito, el sistema COBACH comenzó a instalar cámaras de video en algunos planteles del estado. Uno de los primeros lugares donde se implementó el programa fue en la población de Sonoyta, donde el director del plantel, Enrique Montes Castañeda, declaró que la instalación de las cámaras estaba enfocada en prevenir delitos relacionados con el consumo de drogas entre los estudiantes.

## Secretario de Educación y Cultura del Estado de Sonora
El 5 de enero de 2011, fue nombrado Secretario de Educación y Cultura del Estado de Sonora. Esta gestión se caracteriza por el impulso de programas sociales para apoyo de los alumnos de educación básica, la creación de programas de actualización y formación docente, programas informativos sobre ofertas educativas en el estado, programas de modernización del aprendizaje por medio de las nuevas tecnologías, así como programas de vigilancia y seguridad en las escuelas. 

### Consejos Municipales de Participación Social en la Educación
Los COMUPASE son parte de un programa de participación ciudadana en el ámbito educativo, llevado a cabo desde 2012, con el fin de incorporar a la sociedad civil en los procesos institucionales de diseño, planeación e implementación de las políticas públicas de la SEC. Los Consejos serían coordinados directamente con la Dirección de Participación Social de la misma secretaría.

### Programa Escuela Segura
En diciembre de 2013 se implementó el programa Escuela Segura, dirigido a reforzar la vigilancia y la cultura preventiva del delito en las escuelas de educación básica del estado de Sonora. La inversión anunciada para el ciclo escolar 2013 - 2014 fue de 6.5 millones de pesos, con el fin de instalar sistemas de cámaras de video en 233 escuelas, distribuidos en San Luis Río Colorado, Cajeme, Hermosillo, Cananea, Agua Prieta, Nogales, Navojoa y Etchojoa.

### Programas sociales de apoyo
Como parte de los programas sociales de apoyo a los alumnos de educación básica, la SEC invirtió para el ciclo escolar 2012 - 2013, alrededor de 20 millones de pesos para otorgar uniformes escolares, material didáctico, útiles escolares y modernización de los planteles educativos. Para 2014, uno de los programas sociales de apoyo, entregaría 526 mil pares de zapatos de manera gratuita a los alumnos de educación primaria.

### Programa Escuela Siempre Abierta
Es un programa implementado desde el verano de 2013, el cual consta de campamentos escolares durante las vacaciones que ofrecen actividades culturales, artísticas, científicas y académicas a más de 20,000 alumnos de educación básica. El programa abarcó 200 planteles que estuvieron abiertos de 8 de la mañana a las 12 del día, y contó el apoyo del Gobierno Federal, las secciones 28 y 54 del Sindicato Nacional de Trabajadores de la Educación, y diferentes gobiernos municipales.

### Centro Regional de Formación Docente e Investigación Educativa
Es un centro de formación y actualización para docentes, alumnos normalistas, directivos y técnicos de apoyo de nivel básico en la región del noroeste de México, el cual atiende a los estados de Sinaloa, Baja California, Baja California Sur y Chihuahua; así mismo, el centro tienen como finalidad producir investigación referente a los fenómenos educativos y sociales suscitados en las escuelas de nivel básico, así como en sus comunidades. Fue el primero en abrir de los 5 centros regionales similares que están proyectados para funcionar en todo el país. Su inversión inicial fue de 78 millones de pesos y ha logrado convenios de colaboración con las principales universidades y centros de investigación de Sonora.